# 森林宪章
森林宪章（英語：Charter of the Forest）是1217年由英格兰国王亨利三世在第一代彭布鲁克伯爵威廉·马歇尔摄政下颁布的宪章，它为自由人重新建立了被征服者威廉及其继承人侵蚀的进入皇家森林的权利，该宪章的许多条文在之后数个世纪持续生效。《森林宪章》在许多方面是《大宪章》的配套文件，它纠正了威廉二世扩大并滥用的《盎格鲁-诺曼森林法》的某些适用范围。